# Idioma bereber de Matmata
El idioma bereber de Matmata es una lengua bereber hablada en la nación de Túnez. El bereber de Matmata es una lengua zenati oriental, anteriormente hablada en la ciudad de Matmata, ubicada en el sur de Túnez, y actualmente hablada en los pueblos de Tamezret, Taoujout y Zraoua.
Según el léxico de Ben Mamou, sus hablantes la llaman Tmaziɣṯ o Eddwinna, que significa "nuestra lengua", mientras que es llamada "shelha" o "jbali" (جبالي) en los dialectos locales del árabe tunecino. La población total de hablantes de esta lengua bereber se estimaba en 3.726 personas en 1975.
La información sobre el bereber de Matmata es limitada. Stumme publicó en el año 1900 una colección de cuentos de hadas escrita en esa variedad.
Basset (1950) proporcionó varios mapas de los dialectos amaziges tunecinos de la región, mostrando alguna variación léxica, mientras Penchoen (1968) ofrece una discusión general de la lengua bereber tunecina y sus efectos en la escolarización.
Collins (1981) discute su morfología verbal junto con el de otras variedades amaziges de Túnez.
El único esbozo gramatical general y vocabulario disponible está en el sitio web elaborado por Larbi Ben Mamou, un hablante nativo de la lengua. La web de Ethnologue lo trata como parte del idioma nafusi hablado en el noroeste de Libia, aunque ambas lenguas pertenecen a diferentes subgrupos amaziges según Martin Kossmann (1999). En 2021, los habitantes de Matmata eran en su mayoría hablantes de árabe, en los pueblos de Tamezret, Taoujout y Zraoua, aún se habla la lengua bereber de Matmata.